# 上海久事

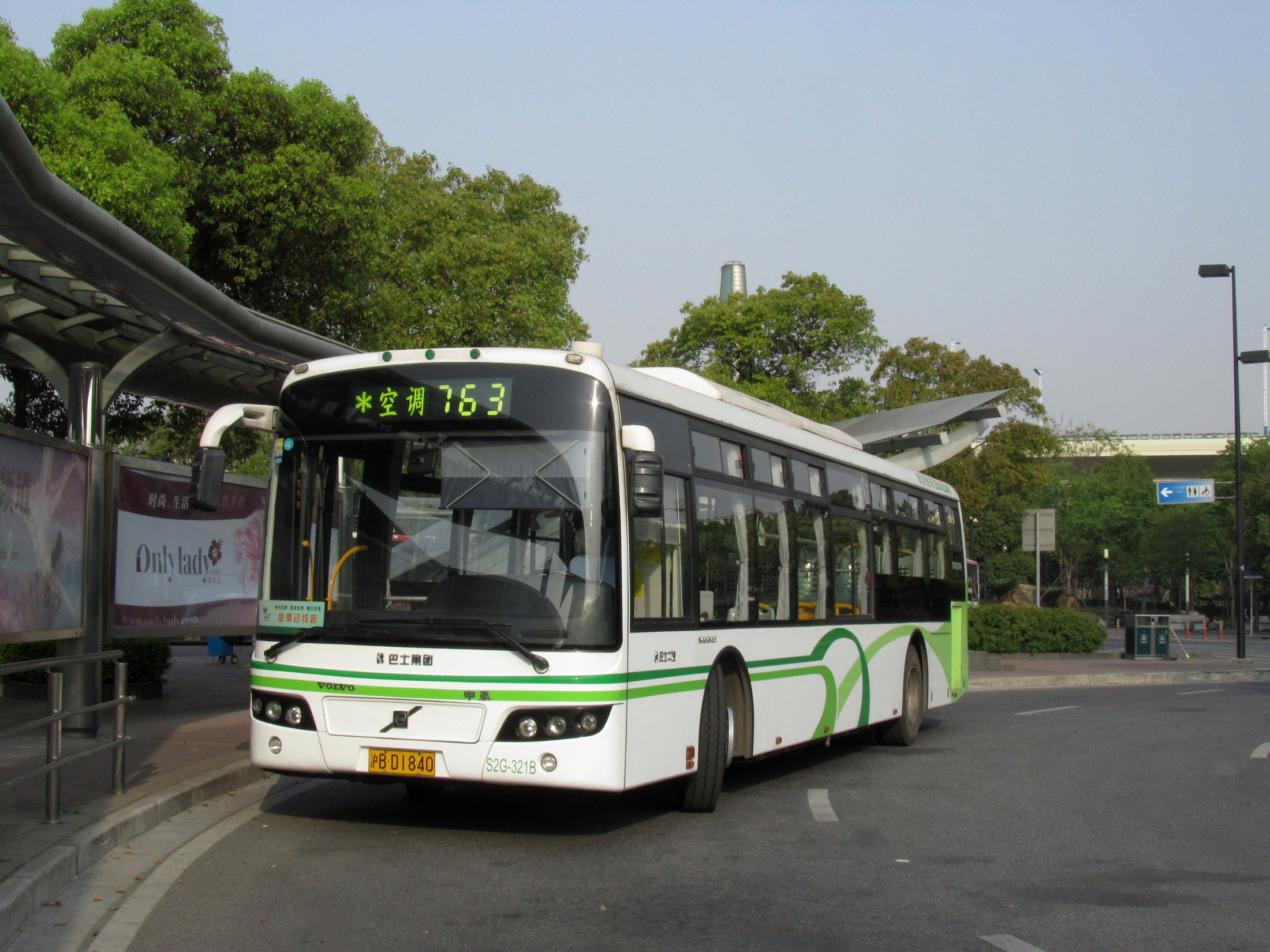
久事公交运营的763路公交

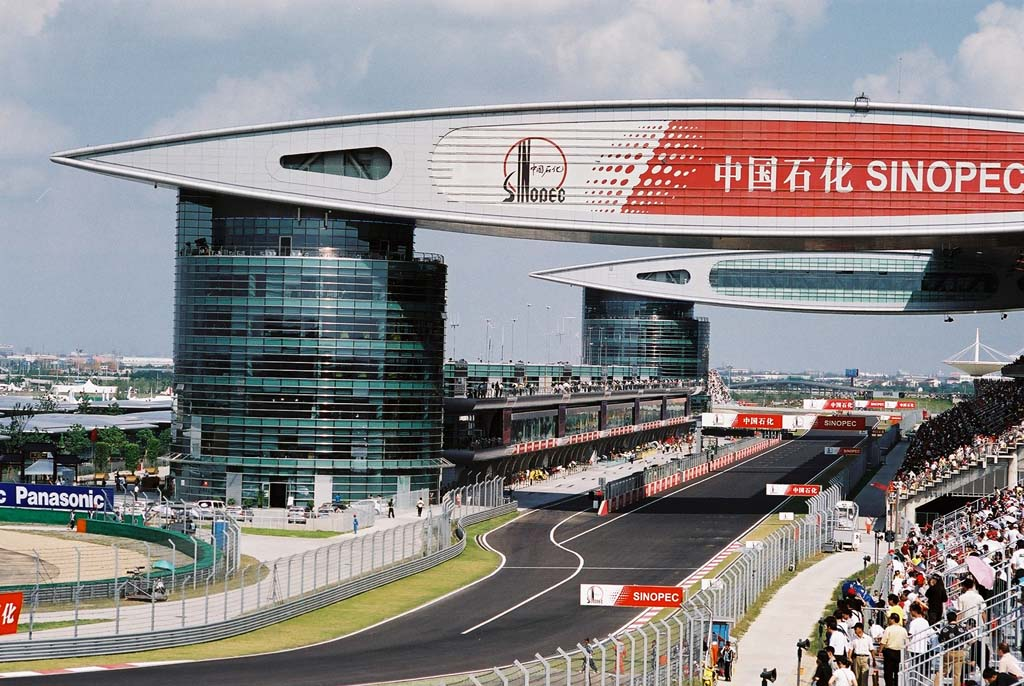
上海国际赛车场

上海久事（集团）有限公司（英語：Shanghai Jiushi (Group) Co., Ltd.），簡稱上海久事或久事公司，是一家总部位于上海的国有投资经营控股公司。公司于1987年成立，由上海市人民政府出资。上海久事由上海市国有资产监督管理委员会进行监督管理，故并不设立常见的董事会和股东大会。其主要职责为经营上海市政府授权的国有资产以及政府性项目的投资，如公交运营、楼宇开发和赛事运营等业务。
上海久事拥有12家直接隶属的二级企业，包括上海强生控股、上海久事公共交通集团有限公司、上海都市旅游卡发展有限公司、上海久事国际赛事管理有限公司和上海国际赛车场有限公司等。截止至2012年，公司还有200多家所属成员企业及36家参股企业。公司的资信等级保持在AAA级，注册资本为252.7亿元。

## 历史
1987年，上海市人民政府根据中华人民共和国国务院《国务院关于上海市扩大利用外资规模的批复》（国函〔1986〕94号）批准组建上海久事，代行市政府“94专项办公室”职能，公司名称取自“九四专项”的谐音。根据上海市政府报请国务院批准的实施方案，该公司先后向IMF、世界银行、亚洲开发银行等借款32亿美元，其中14亿美元投资于南浦大桥、上海地铁一号线、苏州河合流污水治理一期工程、虹桥机场候机楼改造、20万门市内电话扩容等市政基础设施项目，13亿美元投资于268个工业技术改造项目（如上海华虹、电真空等项目建设），5亿美元用于改进第三产业和旅游住宿项目。
1990年，上海久事公司同上海实事公司合并。1992年，上海久事公司由事业单位转制为企业，实行自主经营与发展。1999年8月，上海外滩房屋置换有限公司并入上海久事公司。2005年，上海久事并入了上海交通投资（集团）有限公司、上海巴士实业（集团）股份有限公司、上海强生集团有限公司、上海五汽冠忠公共交通有限公司和上海现代交通建设发展有限公司等五家公交企业。2009年3月，上海巴士公交（集团）有限公司成立。2019年，上海男篮的100%的股权正式转让给久事体育。2020年7月16日，上海交运（集团）公司被上海市国资委交由久事集团托管；2020年12月，交运集团变更为久事集团全资子公司，并于次年3月更名久事旅游。

## 二级企业
- 上海申通地鐵集團（66.67%）
- 上海交通投资（集团）有限公司
- 上海久事公共交通集团有限公司
- 上海强生控股
- 上海强生控股股份有限公司
- 上海新联谊大厦有限公司
- 上海申铁投资有限公司
- 上海国际赛车场有限公司
- 上海久事国际赛事管理有限公司
- 上海公共交通卡股份有限公司
- 上海都市旅游卡发展有限公司
- 上海久事置业有限公司
- 上海久虹土地发展有限公司
- 上海久汇地产发展有限公司
- 上海久事旅游（集团）有限公司（原上海交运（集团）公司）[10]

## 参股公司
上海久事持股：
- 上海国际信托投资公司：20%
- 申银万国证券股份有限公司：13.38%
- 上海家化联合股份有限公司：4.62%
- 上海海立（集团）股份有限公司：4.02%[11]
- 上海复旦复华科技股份有限公司：1.6%[12]
- 上海国际港务（集团）股份有限公司：0.41%[13]
- 太平洋保險（2.77%）[14]
- 海通证券股份有限公司（1.80%）
- 申能股份有限公司（0.62%）
- 交运股份（46.34%）